# Tarnès
Tarnès település Franciaországban, Gironde megyében. Lakosainak száma 298 fő (2022. január 1.). Tarnès Cadillac-en-Fronsadais, La Lande-de-Fronsac, Lugon-et-l’Île-du-Carnay, Vérac és Villegouge községekkel határos.

## Népesség
A település népessége az elmúlt években az alábbi módon változott:
| Lakosok száma | 94   | 166  | 201  | 261  | 260  | 297  | 325  | 337  | 324  | 298  |
|               | 1968 | 1982 | 1990 | 2006 | 2013 | 2015 | 2017 | 2019 | 2020 | 2022 |